# Canberra Museum and Gallery

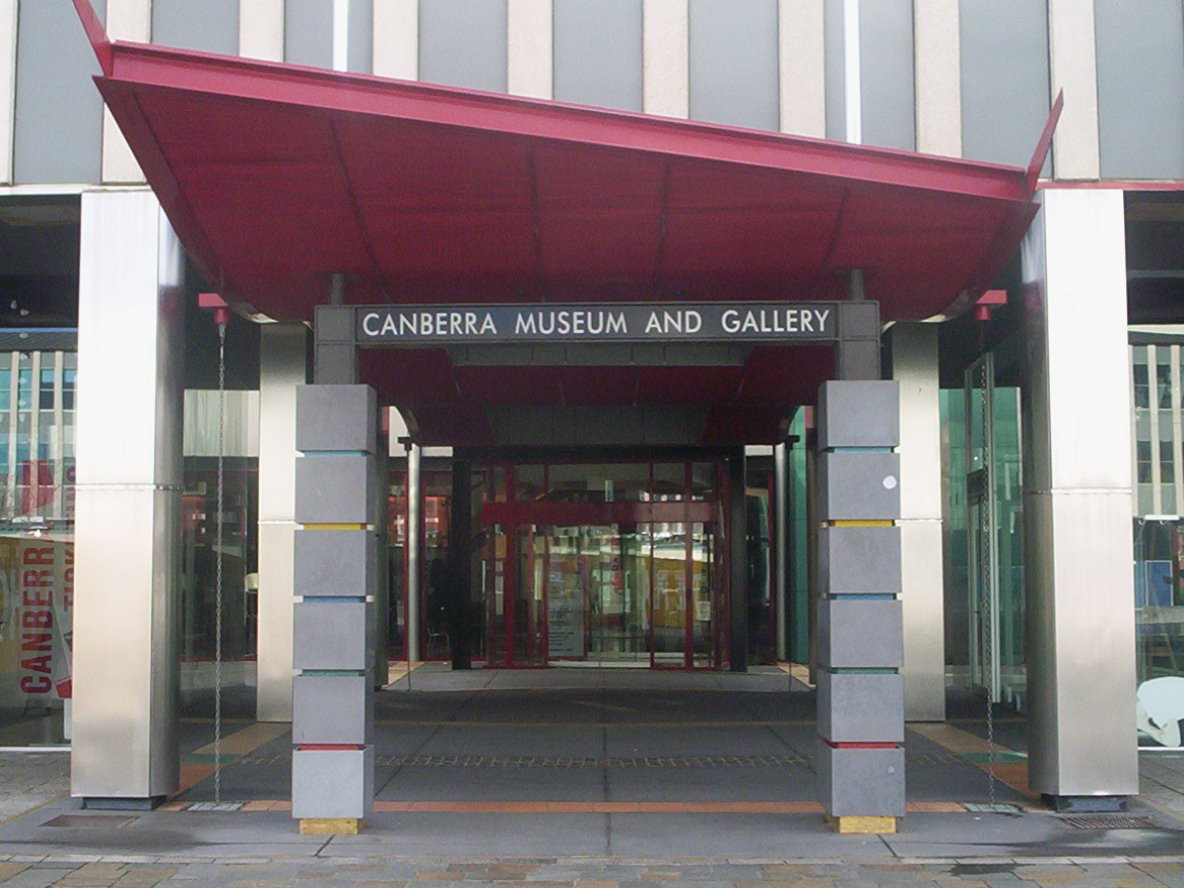
L'entrée du Canberra Museum and Gallery.

La Canberra Museum and Gallery est une galerie d'art et un musée situé à Canberra, la capitale de l'Australie. Située sur "London Circuit", dans le centre-ville, elle a été inaugurée le 13 février 1998.
Le musée abrite une collection permanente appelée Reflecting Canberra qui a été ouverte le 14 février 2001 qui est régulièrement mise à jour en fonction des évènements. Parmi d'autres il abrite des documents sur les feux de forêts de Canberra de 2003.
Il y a plusieurs galeries d'art sur les deux étages de l'immeuble qui accueillent différentes expositions de peintures, de photos ou autres œuvres d'art. Dans ses cinq premières années d'existence, la galerie a accueilli 158 expositions. L'entrée des galeries est libre. Il y a aussi un centre de documentation sur le musée.